# Frönsberg
Frönsberg ist ein Stadtteil von Hemer in Nordrhein-Westfalen, südlich des Stadtkerns gelegen.

## Geschichte
Die Gemeinde Frönsberg war eine von ursprünglich 14 Gemeinden im Amt Hemer im damaligen Kreis Iserlohn, bis dieses im Rahmen der Kommunalreform am 1. Januar 1975 aufgelöst und die meisten verbliebenen Gemeinden in die Stadt Hemer eingemeindet wurden.
Um 1904 gehörten zu der etwa 603 ha großen Gemeinde die Ortschaften beziehungsweise Wohnplätze Beckmerhagen, Drubbelhelle, Ebberg, Frönsberg (Frönspert), Heppingsen, Heppingserbach, Hestern, Hültershagen, Ispei, Rohland, Stephanopel, Wachmecke und Winterhof. 313 der 323 Einwohner zählenden Gemeinde waren evangelisch, acht katholisch und zwei andersgläubig.

## Politik

### Wappen
Das Wappen zeigt im oberen Teil die drei Wolfsangeln der Herren von Brabeck als Zeichen des Amtes Hemer. Im unteren silbernen Teil befinden sich um eine goldene Kugel drei Büffelohren, das Zeichen der Familie Romberg, die im 18. Jahrhundert Gut Frönsberg besaß. Das Wappen wurde am 17. Juli 1939 verliehen und erlosch mit der Eingemeindung von Frönsberg 1975.

## Haus Frönsberg
Südlich des Ortskerns Frönsberg befindet sich die LWL-Klinik Hemer, eine psychiatrische Klinik, die nach dem Hemeraner Psychiater Hans Prinzhorn benannt ist. Auf dem Gelände der Klinik lag seit dem Mittelalter das „Haus Frönsberg“, das in Urkunden dieser Zeit als „Vromersbert“ bezeichnet wird. Der Gebäudekomplex war erst ein Freigut des Hauses Mark und ging 1485 in den Besitz Johanns von Wrede über, der selbst in Amecke lebte. Bis 1755 blieb das Gut im Besitz der Familie Wrede, das zentrale Wohngebäude verfiel im Laufe der Jahrhunderte jedoch zusehends. In der ersten Hälfte des 18. Jahrhunderts war das Gut an die Familie von Romberg gegangen, die das Haus 1755 wieder aufbaute.

Nach einigen weiteren Besitzerwechseln war die Allgemeine Ortskrankenkasse Dortmund seit 1914 Eigentümerin des Guts, auf dem sie das „Genesungsheim Frönspert“ einrichtete. 1933 wurde das Gebäude von der Deutschen Arbeitsfront beschlagnahmt und als NSBO-Genesungsheim Westfalen-Süd betrieben. Ab 1950 war die AOK wieder Eigentümerin. Seit 1965 gehört die Einrichtung zum Landschaftsverband Westfalen-Lippe, der sie zu einer Fachklinik für Psychiatrie ausbaute. Das historische Haus Frönsberg verfiel nach dem Zweiten Weltkrieg und wurde 1971 abgerissen.